# Sampolo
Sampolo (korsisch Sampolu) ist eine französische Gemeinde mit 87 Einwohnern (Stand: 1. Januar 2022) auf der Mittelmeerinsel Korsika. Sie gehört zum Département Corse-du-Sud, zum Arrondissement Ajaccio und zum Kanton Taravo-Ornano. Die Bewohner nennen sich Sampulinchi.

## Geografie
Umgeben wird Sampolo von den drei Nachbargemeinden:
|       |                                             | Ciamannacce |
| Tasso | Kompassrose, die auf Nachbargemeinden zeigt |             |
|       | Zicavo                                      |             |

## Bevölkerungsentwicklung
| Jahr      | 1962 | 1968 | 1975 | 1982 | 1990 | 1999 | 2006 | 2007 | 2012 | 2020 |
| --------- | ---- | ---- | ---- | ---- | ---- | ---- | ---- | ---- | ---- | ---- |
| Einwohner | 160  | 154  | 136  | 82   | 49   | 52   | 56   | 57   | 58   | 81   |

## Kultur
Das Fest „Saint Paul“ wird jährlich am 29. Juli durchgeführt.

## Sehenswürdigkeiten
- Kirche San Paulu, datiert auf das 17. Jahrhundert, restauriert 1932